# Super Bowl XXXVII
Super Bowl XXXVII var den 37. udgave af Super Bowl, finalen i den amerikanske football-liga NFL. Kampen blev spillet 26. januar 2003 på Qualcomm Stadium i San Diego og stod mellem Tampa Bay Buccaneers og Oakland Raiders. Buccaneers vandt 48-21 og sikrede sig dermed klubbens første Super Bowl-sejr nogensinde. 
Kampens MVP (mest værdifulde spiller) blev Buccaneers safety Dexter Jackson.
| NFL | Spire Denne artikel om NFL er en spire som bør udbygges. Du er velkommen til at hjælpe Wikipedia ved at udvide den. |